# Enicospilus fananus
Enicospilus fananus là một loài tò vò trong họ Ichneumonidae.